# Dorking
Dorking es una ciudad de mercado situada en el distrito no metropolitano de Mole Valley, en el condado de Surrey, Inglaterra, Reino Unido. En el censo de 2011 contaba con una población de 11185 habitantes.